# 北湧站

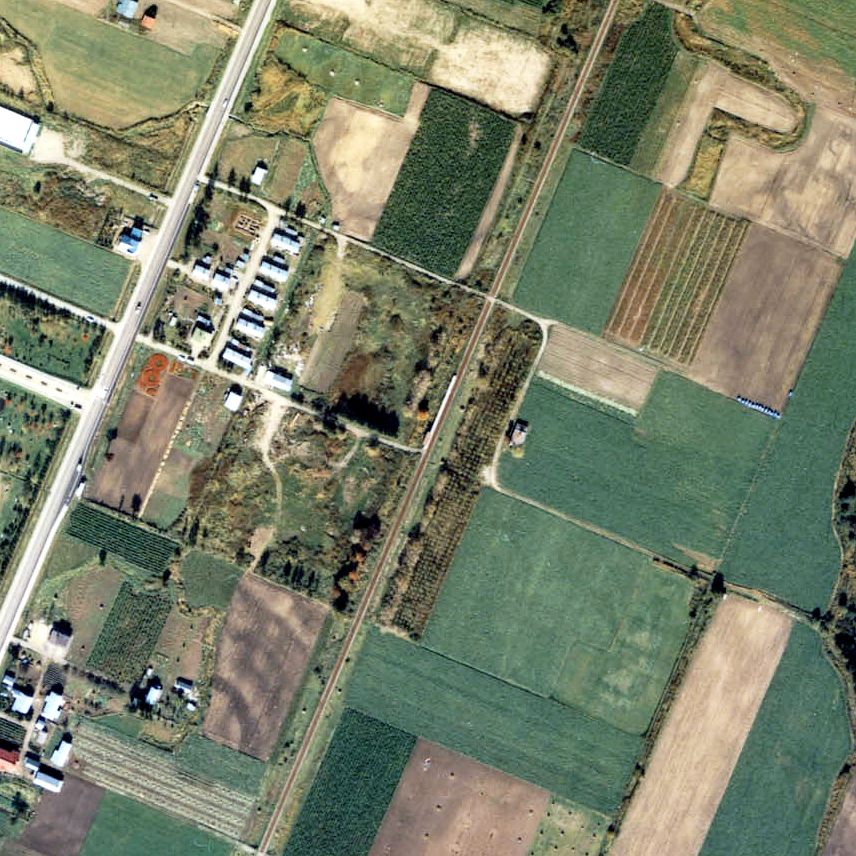
1977年的北湧臨時乘降場與方圓約500米範圍。下方是遠輕方向。

北湧站（日语：／ Hokuyū eki */?）是位於北海道紋別郡上湧別町字屯田市街地（現時：湧別町上湧別屯田市街地），北海道旅客鐵道（JR北海道）的名寄本線車站（廢站）。隨著名寄本線廢線，車站在1989年（平成元年）5月1日廢除。
部分普通列車通過此站，截至1989年（平成元年）4月30日（廢除前的時間表），下行4班和上行4班列車通過此站）。
此條目同時記述於北湧站附近，曾經存在的厚生醫院前臨時乘降場（日语：／）。

## 歷史
- 1955年（昭和30年）12月25日 - 日本國有鐵道名寄本線厚生醫院前臨時乘降場啟用。
- 1966年（昭和41年）10月1日 - 北湧臨時乘降場（局（日语：鉄道管理局）設定）啟用。同時厚生醫院前臨時乘降場廢除。
- 1987年（昭和62年）4月1日 - 伴隨國鐵分割民營化，車站由北海道旅客鐵道（JR北海道）營運。同時升級至車站，名為北湧站。
- 1989年（平成元年）5月1日 - 名寄本線全線廢除，此站也廢除。

## 車站構造
截至車站廢除前，車站是一座地面車站，設有1面1線的單式月台。
由於車站源自臨時乘降場，因此此站為無人車站。
厚生醫院前臨時乘降場位於上湧別站與此站之間。

## 站名的由來
曾經車站附近設有一間6年制的學校，名為「北湧校」，因此此站名為北湧。

## 車站周邊
- 國道242號（日语：国道242号）（置戶國道）[4]
- 湧別川[4]
- 北海道北見巴士（日语：北海道北見バス）、北紋巴士（日语：北紋バス）「出合橋」巴士站

## 現況
車站遺址開設了北湧別鬱金香公園。另外，「故鄉館JRY（屯田歷史博物館）」位於西邊的道路旁。

## 相鄰車站
北海道旅客鐵道（JR北海道）
名寄本線
中湧別－北湧－上湧別

## 注腳
1. ↑  太田幸夫. . 富士Comtem. 2004-02: 220. ISBN 978-4893915498 （日语）.
2. ↑  今尾惠介 (编). . JTB出版. 2010-03: 215. ISBN 978-4533078583 （日语）.
3. ↑  太田幸夫. . 富士Comtem. 2004-02: 188. ISBN 978-4893915498 （日语）.
4. 1 2  . 地勢堂. 1980-03: 18 （日语）.
5. ↑  宮脇俊三（日语：宮脇俊三） (编). . JTB Can Books. JTB出版. 2001-07: 36–37. ISBN 978-4533039072 （日语）.
6. ↑  本久公洋. . 北海道新聞社. 2011-09: 128. ISBN 978-4894536128 （日语）.